# Jacques Brugnon
Jacques Marie Stanislas Jean Brugnon dit Toto, né le 11 mai 1895 à Paris 8e et mort le 20 mars 1978 à Monaco,, est un joueur français de tennis.
Il était l'un des Quatre Mousquetaires du tennis français des années 1920 et des années 1930, en tant que spécialiste du double. La « coupe Jacques Brugnon » est remise aux vainqueurs du double messieurs aux Internationaux de France de tennis.

## Biographie
Issu d'une importante famille d'hommes de loi originaire de Franche-Comté, Jacques Brugnon est le fils d'Henri Brugnon (1869-1930), avocat à la cour d'appel, Chevalier de la Légion d'honneur, et de Marie-Louise Rigault. Il est le petit-fils de Stanislas Brugnon (1834-1908), Président de l'Ordre des avocats au Conseil d'État et à la Cour de cassation, et du notaire Paul Rigault. La famille a résidé dans le 8e arrondissement de Paris successivement rue d'Anjou, rue La Boétie et rue de Téhéran, ainsi qu'à Noizay dans l'Indre-et-Loire. Il a une sœur cadette, Marie-Paule, épouse Hoppenot (1910-2005).
Dans le civil, il travaillait à la chambre syndicale des agents de change, Place de la Bourse à Paris. Il exerca par la suite à Hollywood en tant qu'expert en décors de studios de cinéma.
Membre du International Tennis Hall of Fame depuis 1976, il a été fait officier de la Légion d'honneur en 1977, en même temps que ses trois partenaires de l'équipe de France de Coupe Davis.

## Carrière
Jacques Brugnon est repéré au début des années 1920 par M. Charles Lenglen qui voit en lui un futur partenaire de double mixte pour sa fille Suzanne. Bien que figurant parmi les meilleurs joueurs français, Brugnon hésite à continuer la compétition. Lenglen parvient à le convaincre de retourner à l'entraînement. La paire remportera les Championnats de France en 1921, 1922 et 1923, puis les Internationaux de France en 1925 et 1926.
Espoir du tennis français formé au Sporting Club de Paris, il débute les compétitions en 1912 et s'illustre dans des épreuves de critériums, principalement en double messieurs et double mixte mais son ascension est vite stoppée par la première Guerre mondiale à laquelle il participe en tant qu'artilleur. Associé à Marcel Dupont, il forme alors l'une des meilleures paires de double au début des années 1920, remportant notamment le Championnat du Monde sur terre battue en 1923. Il est plusieurs fois quart de finaliste dans les tournois majeurs et même demi-finaliste à Wimbledon en simple en 1926. Il obtient cinq balles de match face à Howard Kinsey avant de s'incliner.
Ne possédant pas les qualités physiques nécessaires pour s'illustrer en simple, il a toutefois fait partie des meilleurs spécialistes du double de son époque. Partenaire de Cochet puis de Borotra, il avait la particularité d'avoir un mauvais smash mais il y remédiait par un excellent jeu au filet. Doté d'un service lifté et d'un puissant coup droit, ses spécialités étaient la volée haute claquée frappée à plat (« la gifle Brugnon ») et le lob lifté. Il a su compenser ses lacunes techniques par son adresse en retour, un sens du jeu et du placement.
En 1934, il succède à René Lacoste en tant que capitaine de l'équipe de France de Coupe Davis. Il restera en poste jusqu'en 1939.

## Palmarès

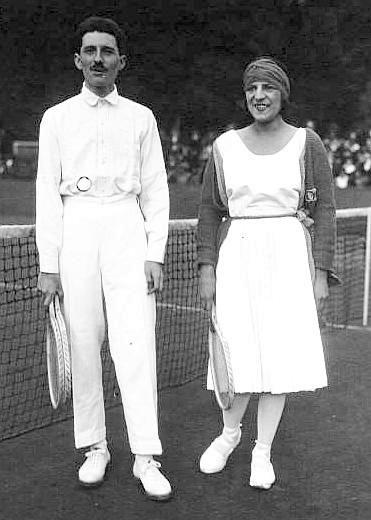
Jacques Brugnon avec Suzanne Lenglen en 1921.

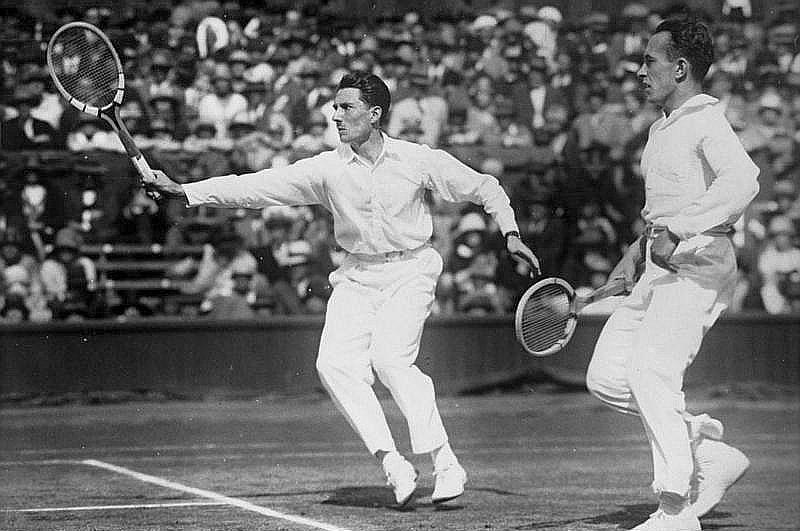
Jacques Brugnon (à gauche) avec Henri Cochet à Wimbledon en 1930.

### Coupe Davis
- Coupe Davis (31 doubles dont 24 victoires et 6 simples disputés entre 1921 et 1934) :
  - Victoire en 1927, 1928, 1930, 1931 et 1932
  - Finaliste en 1926 et 1933

### Internationaux de France de tennis
- En simple : quart de finale en 1927, 1928 et 1929
- Vainqueur en double en 1927 (avec Henri Cochet), 1928 (avec Jean Borotra), 1930 (avec Cochet), 1932 (avec Cochet) et 1934 (avec Borotra)
- Finaliste en double en 1925 (avec Cochet), 1926 (avec Cochet), 1929 (avec Cochet) et 1939 (avec Borotra)
- Vainqueur en double mixte en 1925 (avec Suzanne Lenglen) et 1926 (avec Lenglen)

### Wimbledon
- En simple : demi-finaliste en 1926
- Vainqueur en double en 1926 (avec Cochet), 1928 (avec Cochet), 1932 (avec Borotra) et 1933 (avec Borotra)
- Finaliste en double en 1927 (avec Cochet), 1931 (avec Cochet) et 1934 (avec Borotra)

### Internationaux d'Australie
- Vainqueur en double en 1928 (avec Borotra)

### Championnats nationaux des États-Unis
- En simple : quart de finaliste en 1926, 1927 et 1928

Tributaire de ses partenaires par ailleurs engagés en individuel, il ne participa qu'une seule fois aux internationaux de double, ceux-ci étant alors totalement indépendants en lieu et heure du tournoi de simple.

### Jeux olympiques
- Médaille d'argent du double aux Jeux de Paris en 1924 (avec Cochet)

### Championnat de France
- Vainqueur en double en 1922 (avec Dupont)
- Vainqueur en double mixte en 1921, 1922, 1923 (avec Lenglen)

## Parcours dans les tournois du Grand Chelem

### En simple
| Année | Open d'Australie | Open d'Australie | Internationaux de France | Internationaux de France | Wimbledon       | Wimbledon         | US Open         | US Open          |
| ----- | ---------------- | ---------------- | ------------------------ | ------------------------ | --------------- | ----------------- | --------------- | ---------------- |
| 1920  | —                | —                | —                        | —                        | 1/8 de finale   | R. Williams       | —               | —                |
| 1921  | —                | —                | —                        | —                        | —               | —                 | —               | —                |
| 1922  | —                | —                | —                        | —                        | 1/8 de finale   | Randolph Lycett   | —               | —                |
| 1923  | —                | —                | —                        | —                        | 3e tour (1/16)  | Vincent Richards  | 1/8 de finale   | Manuel Alonso    |
| 1924  | —                | —                | —                        | —                        | 3e tour (1/16)  | Louis Raymond     | 2e tour (1/32)  | Alfred Chapin    |
| 1925  | —                | —                | 1/8 de finale            | Sydney Jacob             | 1/8 de finale   | James Anderson    | 3e tour (1/16)  | George Lott      |
| 1926  | —                | —                | 3e tour (1/16)           | P-H. Landry              | 1/2 finale      | Howard Kinsey     | 1/4 de finale   | Vincent Richards |
| 1927  | —                | —                | 1/4 de finale            | René Lacoste             | 1/4 de finale   | Bill Tilden       | 1/4 de finale   | Bill Johnston    |
| 1928  | 1/8 de finale    | Jack Cummings    | 1/4 de finale            | John Hawkes              | 1/4 de finale   | Christian Boussus | 1/4 de finale   | Frank Shields    |
| 1929  | —                | —                | 1/4 de finale            | Henri Cochet             | 3e tour (1/16)  | Bunny Austin      | —               | —                |
| 1930  | —                | —                | 3e tour (1/16)           | H. Kleinschroth          | 2e tour (1/32)  | Buster Andrews    | —               | —                |
| 1931  | —                | —                | —                        | —                        | 3e tour (1/16)  | Bunny Austin      | 2e tour (1/32)  | Bryan Grant      |
| 1932  | —                | —                | 1/8 de finale            | Roderich Menzel          | 1er tour (1/64) | Buster Andrews    | —               | —                |
| 1933  | —                | —                | 3e tour (1/16)           | G. De Stefani            | 2e tour (1/32)  | Bunny Austin      | —               | —                |
| 1934  | —                | —                | 2e tour (1/32)           | Daniel Prenn             | 2e tour (1/32)  | André Merlin      | —               | —                |
| 1935  | 3e tour (1/16)   | Jack Clemenger   | 1er tour (1/64)          | Jack Crawford            | 2e tour (1/32)  | Josef Maleček     | 1er tour (1/64) | Gene Mako        |
| 1936  | —                | —                | —                        | —                        | 2e tour (1/32)  | Jean Le Sueur     | 3e tour (1/16)  | John Van Ryn     |
| 1937  | —                | —                | 3e tour (1/16)           | František Cejnar         | 2e tour (1/32)  | Frank Parker      | 2e tour (1/32)  | George Toley     |
| 1938  | —                | —                | 2e tour (1/32)           | Owen Anderson            | 1er tour (1/64) | Franjo Punčec     | 1er tour (1/64) | Hal Surface      |
| 1939  | —                | —                | 3e tour (1/16)           | B. Destremau             | 1/8 de finale   | Henner Henkel     | —               | —                |

N.B. : à droite du résultat se trouve le nom de l'ultime adversaire.